# سای۱ ارابه‌ران
سای۱ ارابه‌ران یک ستاره است که در صورت فلکی ارابه‌ران قرار دارد.